# 187 Dywizja Strzelecka (ZSRR)
187 Dywizja Strzelecka (ros. 187-я стрелковая дивизия) – związek taktyczny piechoty Armii Czerwonej.
Dywizja wzięła udział w kampanii wrześniowej w składzie 35 Korpusu Strzeleckiego.

## Struktura organizacyjna
W 1939
- 236 pułk strzelecki
- 292 pułk strzelecki
- 338 pułk strzelecki
- 325 pułk artylerii lekkiej
- 419 pułk artylerii haubic
- samodzielny batalion czołgów
- 328 dywizjon przeciwpancerny
- 334 dywizjon artylerii przeciwlotniczej
- 101 batalion rozpoznawczy
- 256 batalion saperów
- 243 batalion łączności
- 158 batalion medyczno-sanitarny
- kompania przeciwchemiczna
- 11 batalion transportowy
- piekarnia polowa
- szpital weterynaryjny
- stacja poczty polowej

## Dowódcy dywizji
- płk Paweł Abramidze (był w 1939)[2]